# Hjälpämne
Hjälpämne är ett inaktivt ämne, som används som en bärare för den aktiva substansen för ett läkemedel. Dessutom kan hjälpämne användas för att hjälpa till i framställningsprocessen. Generellt, den aktiva substansen (som acetylsalicylsyra) kan inte lätt bli tillförd och absorberad av kroppen utan behövs ges i någon lämplig form. I sådana fall är den aktiva substansen löst eller blandad med hjälpämne. Hjälpämne är också ibland använt för att fylla ut formuleringar med mycket potenta aktiva ingredienser för att tillåta en bekväm och korrekt dosering.
Beroende på administrationssätt och typ av läkemedel kan olika hjälpämnen användas. För oral administration, se Tablett och Kapsel. För rektal administration se stolpiller.
När den aktiva ingrediensen har renats kan den inte kvarstå i ren form länge. I många fall kommer den att denaturera, falla ur lösning eller fastna på behållarens sidor. För att stabilisera den aktiva ingrediensen är hjälpämnen tillsatta för att garantera att den aktiva ingrediensen förblir aktiv och är stabil för en tillräckligt lång tidsperiod, så att produktens hållbarhetstid gör den konkurrenskraftig med andra produkter. Formuleringen av dessa hjälpämnen är i många fall ansedda som en affärshemlighet.
Farmaceutiska koder kräver att alla ingredienser i läkemedel, liksom deras kemiska nedbrytningsprodukter är identifierade och garanterade säkra. För detta skäl, används bara hjälpämnen när det är absolut nödvändigt och i minsta möjliga mängd.